# Mohai Gábor
Mohai Gábor (Újfehértó, 1947. október 26. –) Táncsics- és Kazinczy-díjas magyar rádiós és televíziós bemondó, műsorvezető, előadóművész.

## Élete
Szabolcs-Szatmár-Bereg vármegye egyik kisvárosában született, édesapja Balkányban görögkatolikus pap volt. A debreceni Tóth Árpád Gimnáziumba járt, irodalomtanára Debreczeni Tibor volt. Népművelés–könyvtáros szakon végzett a Debreceni Egyetemen, majd magyar szakon folytatta tanulmányait Budapesten, az Eötvös Loránd Tudományegyetemen. Négy évig játszott a debreceni Csokonai Színházban. 1975-ben beszervezték az állambiztonsági szervek "Balogh Péter" fedőnéven.
Országos szavalóversenyt nyert, majd egy évre rá előadóművészi működési engedélyt kapott. 1978-ban került a Magyar Rádióba bemondónak, ma már olyan legendásnak számító bemondó-nagyságok társaságába, mint Erdei Klári, Erőss Anna, P. Debrenti Piroska, Körmendy László, dr. Bőzsöny Ferenc. 1979-től a Magyar Televízió munkatársa is lett, az első képernyős megjelenése a Jogi esetek c. műsorban volt. Attól kezdve sok szolgáltató és magazinműsor közreműködőjeként, műsorvezetőjeként tevékenykedett, és dolgozott bemondóként. Hosszú évekig volt az M1 Híradó hírolvasója, műsorvezetője. Huszonhét éven át párhuzamosan szerepelt a Magyar Rádió és a Magyar Televízió műsoraiban. A Duna Televízió megalakulásakor kb. másfél éven át egy naponta kétszer jelentkező kulturális műsort vezetett. 2007 óta a Magyar Rádióban az MR3-Bartók Rádió Muzsikáló Reggel című négyórás adásának műsorvezetője, és a Magyar Rádió Márványterméből és zenei stúdióiból heti rendszerességgel közvetített élő hangversenyek moderátora, továbbá a Kossuth Rádió hírolvasó bemondója. 2012-től a Déli Harangszó c. helytörténeti ismertetőműsor egyik munkatársa. 2011 nyarától tagja az MTVA Anyanyelvi, Mikrofon és Képernyő Bizottságának. Rádiós és televíziós munkája mellett irodalmi esteket szerkeszt és mutat be. Az elmúlt években több verses CD-je jelent meg. 2012-től az MTVA megbízásából a Kossuth Rádió és a Bartók Rádió állandó munkatársa.[forrás?]
2015 óta a Bonum TV bemondója.[forrás?]

## Verses CD-i
- Szárnyakon fekszem (Nagy László, Szécsi Margit, Kondor Béla versei, Sebestyén Márta és Binder Károly közreműködésével) (1999)
- Elmondom mind a sok tréfát (József Attila szerelmes versei, levelei. Közreműködik Dévai Nagy Kamilla) (2007)
- Krisztus Békéje (Barsi Balázs) – Egy ferences novíciusmester naplójából – Naplórészletek (2011)
- Kondor Béla – Ne szólj, csak jóravalót! Mohai Gábor – Binder Károly / zene (Binder Music Manufactury, 2016)[2]
- Villányi László – Szerelmesének álmában is ád – Vivaldi naplójából – Mohai Gábor - Binder Károly / zene (2017)
- Szécsi Margit – „Porból-való Ének” / Mohai Gábor – Binder Károly / zene (2018)

## Díjak, kitüntetések
- Radnóti-díj (1971)
- A Fővárosi Tanács nívódíja (1981)
- Magyar Köztársasági Arany Érdemkereszt (2001)
- Kazinczy-díj (2012)
- Tolnay Klári Kulturális Díj (2018)
- Petőfi Sándor Sajtószabadság-díj (2020)
- Béres Ferenc-díj (2021)
- Táncsics Mihály-díj (2023)